# WAO大学院大学
WAO大学院大学（ワオだいがくいんだいがく）は、2006年に開設を目指した大学院大学。

## 概要
全国規模で学習塾、予備校、高等学院、専門学校、さらには生涯学習といった幅広い年齢層を対象とした学校を展開しているワオ・コーポレーションがアニメ業界で活躍できる人材育成を目的として東京都杉並区に開学を目指した。しかし、文部科学省の認可が下りず開学されなかった。